# Otto II. (Pfalz-Mosbach)

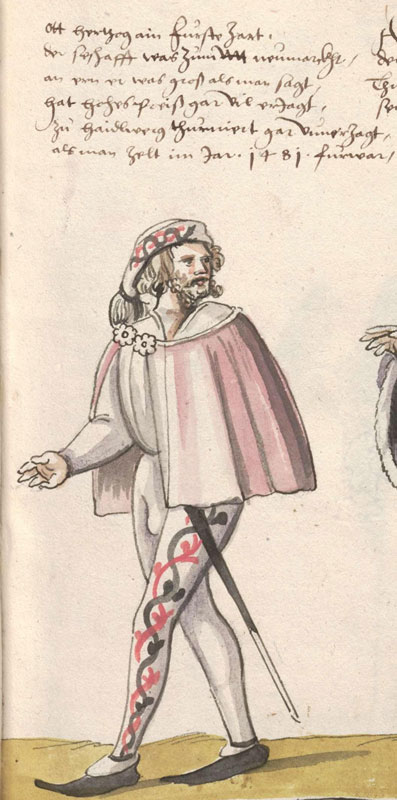
Otto II.

Otto II. von Pfalz-Mosbach (* 22. Juni 1435; † 8. April 1499 in Neumarkt), auch Otto Mathematicus genannt, war Pfalzgraf und Herzog von Pfalz-Mosbach-Neumarkt.

## Leben
Otto II. wurde als drittes von neun Kindern Ottos I. von Mosbach-Neumarkt und seiner Frau Johanna von Bayern-Landshut geboren. Er wuchs in der Neumarkter Residenz auf und übernahm dort nach dem Tod seines Vaters am 5. Juli 1461 die Regentschaft über Neumarkt und die Obere Pfalz. Nach seinem Onkel Johann von Neumarkt (dessen Sohn Christoph ließ Neumarkt von einem Statthalter verwalten) und seinem Vater war Otto II. der dritte Pfalzgraf in Neumarkt, außerdem der zweite Vertreter der Wittelsbacher Linie Pfalz-Mosbach.

## Politisches Wirken
Seine Regierungszeit verbrachte Otto II. hauptsächlich in Neumarkt. Dort gelang es ihm, den jahrelangen Streit um die Burg Wolfstein und die dazugehörigen Herrschaftsbereiche zu lösen. Immer wieder hatten die Neumarkter Pfalzgrafen versucht, sich die Wolfsteiner Besitzungen einzuverleiben. 1435 hatte Kaiser Sigismund den Wolfsteinern die gleichen Rechte zugesichert, wie sie auch die Residenzstadt Neumarkt besaß. Doch bereits Otto I. hatte den Druck auf die Wolfsteiner wieder erhöht, sodass diese sich gezwungen sahen, die Burg und die Ländereien dem böhmischen König als Lehen zu übergeben, der die Burg bald an den Vizthum von Neuschönenberg in Böhmen weitergab. Otto II. gelang es dann, Wolfstein zu erwerben und so die Burg ins pfalzgräfliche Territorium einzugliedern.
1460 unternahm er mit Gefolge eine Pilgerfahrt ins Heilige Land und wurde in der Nacht vom 3. auf den 4. Juli 1460 in der Grabeskirche zum Ritter vom Heiligen Grab geschlagen. Über diese Wallfahrt verfasste sein Begleiter Hans Bernhard von Eptingen (1432–1484) einen Reisebericht. 1474 schrieb sich Pfalzgraf Otto bei Rhein, Herzog von Bayern, auf einer weiteren Pilgerreise nach Rom in das Bruderschaftsbuch des Collegio Teutonico di Santa Maria dell’Anima ein.
Bei der Landshuter Hochzeit von 1475 trat Otto II. als Brautführer auf. Zusammen mit seinem Bruder Johann führte er den Festzug nach Landshut an und übergab am 14. November 1475 Hedwig von Polen als Braut seinem Cousin, Herzog Georg den Reichen von Bayern-Landshut.
Otto II. übergab am 4. Oktober 1490 zu Germersheim seine Lande durch Schenkungsakt dem Pfälzer Kurfürsten Philipp zur gemeinsamen Mitregierung, da er kinderlos war und sein einziger überlebender Bruder Albrecht (1440–1506) als Straßburger Bischof im geistlichen Stand lebte.

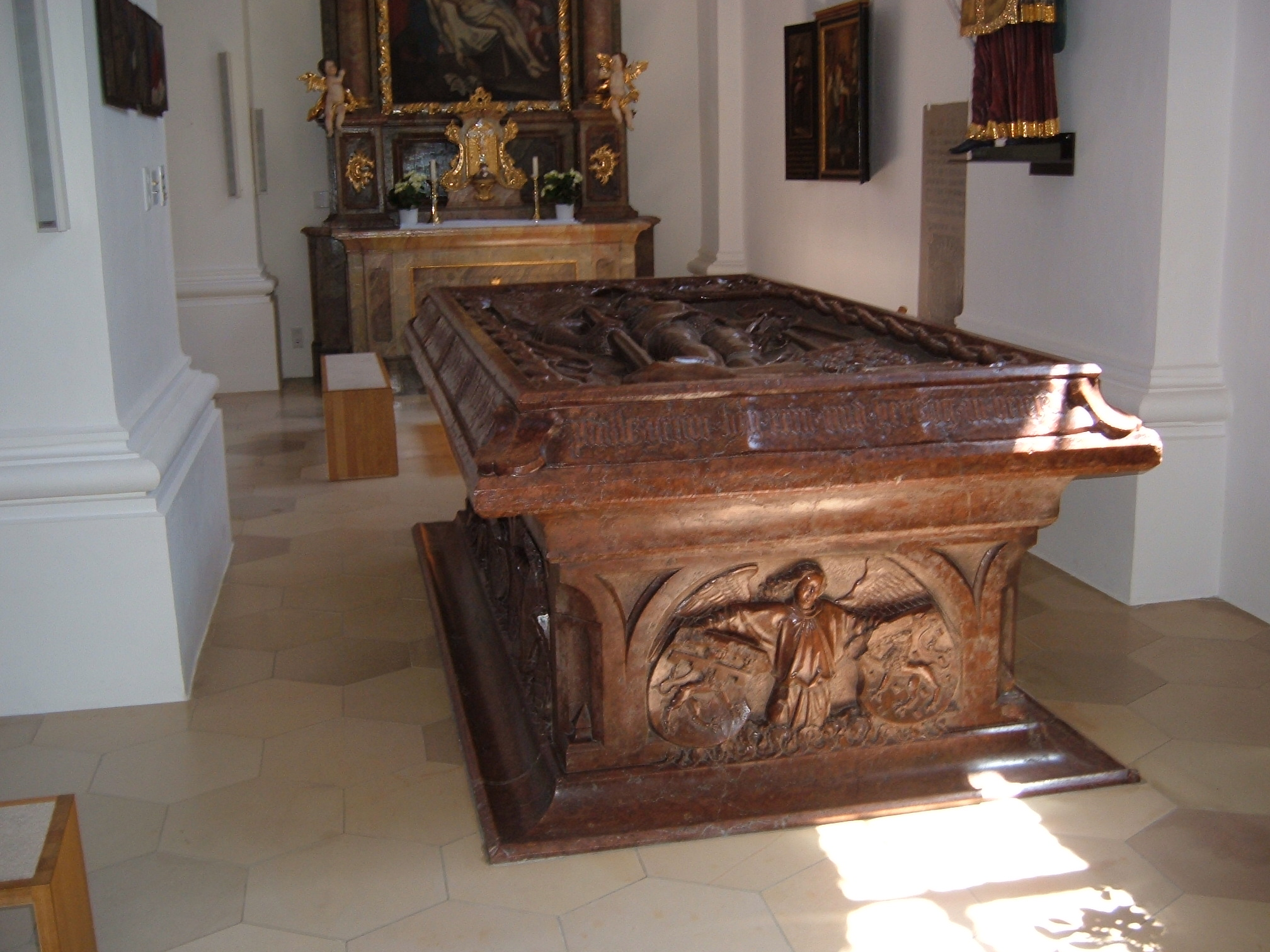
Tumba Ottos II. in der Hofkirche

## Der Astronom
Seinen Beinamen Mathematicus erhielt der Pfalzgraf wegen seiner wissenschaftlichen Interessen, insbesondere in den Bereichen der Mathematik und der Astronomie. An der Neumarkter Residenz ließ er eine kleine Sternwarte errichten, den sogenannten Mathematikerturm, der nicht erhalten ist. Nachdem er 1490 seine Amtsgeschäfte an Kurfürst Philipp abgetreten hatte, zog sich Otto immer mehr zurück und widmete sich ganz seinen astronomischen Beobachtungen.

## Tod
Am 8. April 1499 starb Otto II. von Neumarkt kinderlos im Pfalzgrafenschloss, die Linie Pfalz-Mosbach war ausgestorben und fiel damit auch offiziell wieder an die Kurpfalz unter  Kurfürst Philipp zurück. Er ist der einzige Neumarkter Regent, der dort begraben ist. Sein Marmorhochgrab befindet sich in der Hofkirche.